# Hiëronymus Duquesnoy de Jonge

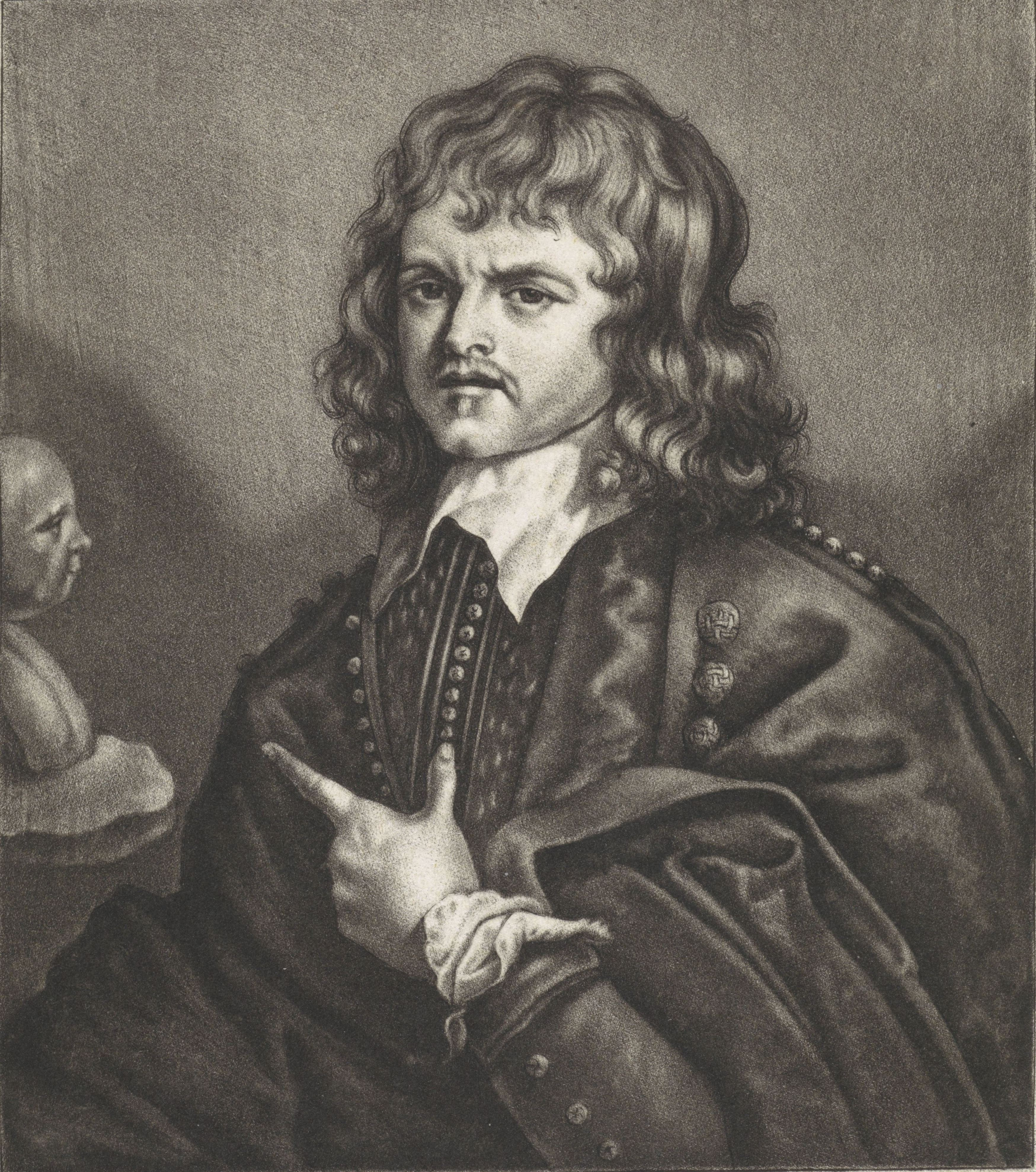
Gravure uit 1776 van een fronsende Duquesnoy die naar een kinderbuste wijst. Volgens het onderschrift gebaseerd op een (gefabuleerd) portret naar het leven door Antoon van Dyck

Hiëronymus of Jérôme Duquesnoy de Jonge (Brussel, gedoopt 8 mei 1602 – Gent, 28 september 1654) was een Vlaamse beeldhouwer en architect. Hij was de zoon van Hiëronymus Duquesnoy de Oudere en de broer van Frans Duquesnoy.

## Levensloop
Hiëronymus Duquesnoy kreeg zijn opleiding van zijn vader in Brussel. Rond 1621, nog leerling, vertrok hij naar zijn broer Frans in Rome om zijn opleiding te voltooien. Hij bleef er een tweetal jaar, maar kort na een bezoek van Antoon van Dyck vertrok Hiëronymus, waarschijnlijk na onenigheid met zijn broer. Hij schijnt werkzaam geweest te zijn voor koning Filips IV in Madrid, voordat hij, na passages in Lissabon en Florence, van 1641 tot 1643 weer in het atelier van zijn broer in Rome werkte. Na diens dood in Livorno verscheepte hij Frans' artistieke nalatenschap naar de Nederlanden (vier groote kassen, swaerlijk gelaeden). De overige erfgenamen spanden hierover een proces in, maar gaven het snel op, er mogelijk op vertrouwend dat de erfenis hen uiteindelijk toch zou toevallen daar Hiëronymus ongetrouwd was.

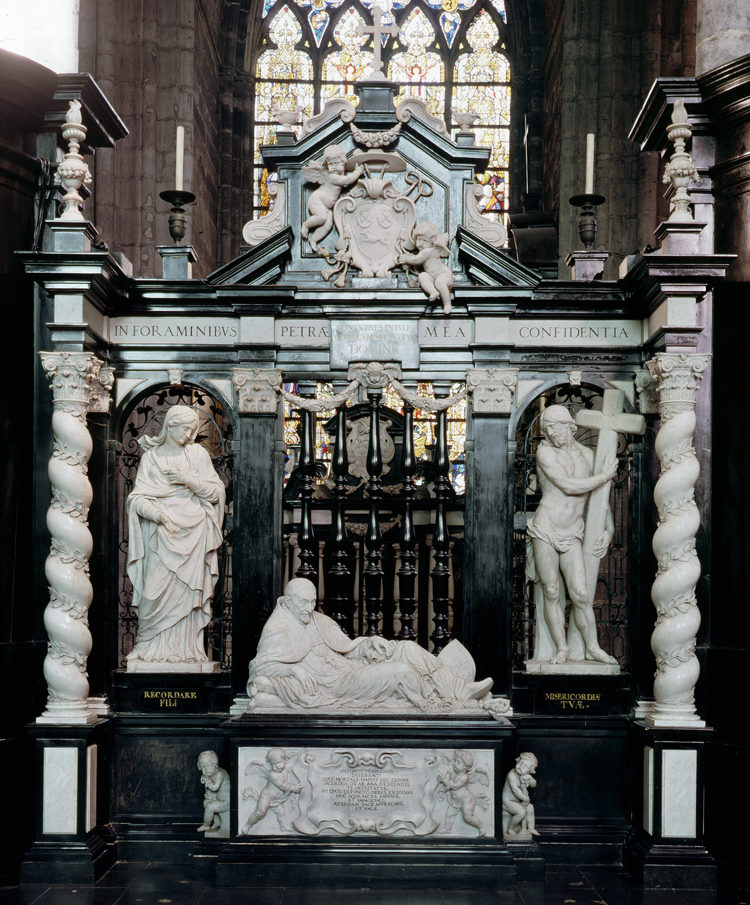
Praalgraf voor bisschop Antoon Triest in de Sint-Baafskathedraal in Gent

Hij begon in Brussel aan een glanzende carrière. De gematigd barokke werken van zijn broer bleven een voorbeeld voor hem voor de rest van zijn leven. Samen met Artus Quellinus en Rombout Pauwels verspreidde hij die stijl in de Nederlanden. Duquesnoy maakte veel ivoren crucifixen, al dan niet met de armen van de gekruisigde omhoog gericht. Ook apostelbeelden waren een specialiteit: hij maakte er vier voor de Sint-Michielskerk, drie voor de Sint-Michielsabdij van Antwerpen en twee voor de Kapellekerk.
Aan het Brusselse hof werd hij in 1651 benoemd tot hofarchitect en -beeldhouwer in opvolging van Jacques Francart, wiens adjunct hij was sinds 1645. Hij maakte verschillende portretten van aartshertog Leopold Willem. In 1651 vervaardigde hij een beeld van de heilige Ursula voor de Zavelkerk in Brussel, zeker een van zijn meesterwerken. Het was een opdracht van Lamoraal II van Thurn en Tassis, voor wie hij ook een prachtige Minerva maakte. Ze stond oorspronkelijk in hun stadspaleis aan de Zavel en tegenwoordig in het familieslot St. Emmeram te Regensburg. In 1653 maakte Duquesnoy een Anna en Maria voor de Sint-Michielskerk in Brussel. Als architect ontwierp hij in 1649 de O.L.V.-kapel (1651-1656) van die kerk.
Vanaf 1651 was hij echter vooral werkzaam aan het praalgraf voor bisschop Antoon Triest in de Sint-Baafskathedraal in Gent. Het werk is geplaatst in een architecturale omlijsting, en toont Maria en Christus die op het beeld van de bisschop neerkijken. In 1654 werd Hiëronymus vervolgd voor sodomie vanwege het seksueel misbruik van twee jongens van 8 en 11 jaar oud. Tijdens de eerste twee ondervragingen ontkende hij alles, maar onder tortuur bevestigde hij de versie van de jongens. Een verzoek aan de Geheime Raad om de zaak in Brussel te laten behandelen, werd afgewezen. De kunstenaar werd op 28 september 1654 veroordeeld tot wurging aan de staak, gevolgd door verbranding. Het vonnis werd de dag zelf nog voltrokken op de Korenmarkt. De jongens, Constant de Somere en Jacob de Sterck, werden verbannen.
Niettemin kreeg hij een straatnaam toebedeeld in Sint Denijs Westrem (Gent).

## Werk (selectie)
Hiëronymus Duquesnoy was een kundig beeldhouwer, maar niet zozeer een origineel of vernieuwend kunstenaar. Onder zijn belangrijkste werk:
- Apostelen Paulus, Thomas, Bartholomeüs en Judas (Kathedraal, Brussel)
- Apostelen Filippus en Matteüs (Kapellekerk, Brussel)
- Drie apostelbeelden voor de Sint-Michielsabdij van Antwerpen
- Portretbuste van Antoon Triest, ca. 1644 (Louvre, Parijs)
- Ivoren crucifix in de sacristie van de Begijnhofkerk van Mechelen
- Pietà, ca. 1645 (Kunsthistorisches Museum, Wenen)
- Portretbuste van aartshertog Leopold Willem, 1650 (Kunsthistorisches Museum, Wenen)
- Dode Christus, ca. 1650, vernield (gemaakt voor de Sint-Wivina-abdij en later in de St.-Egidiuskerk, Groot-Bijgaarden)
- Ganymedes en de Arend, tot 2001 verkeerdelijk toegeschreven aan Laurent Delvaux (LWL-Museum für Kunst und Kultur, Münster)[3]
- Heilige Ursula, 1651 (Zavelkerk, Brussel)
- Anna met Maria als kind, 1651-1653 (gemaakt voor de Sint-Annakapel, nu in de Kathedraal)
- Minerva (Slot St. Emmeram, Regensburg)
- Praalgraf van Antoon Triest, 1654 (Sint-Baafskathedraal, Gent)
- Cimon en Pero, 17de eeuw, Koninklijk Museum voor Schone Kunsten Antwerpen

## Galerij

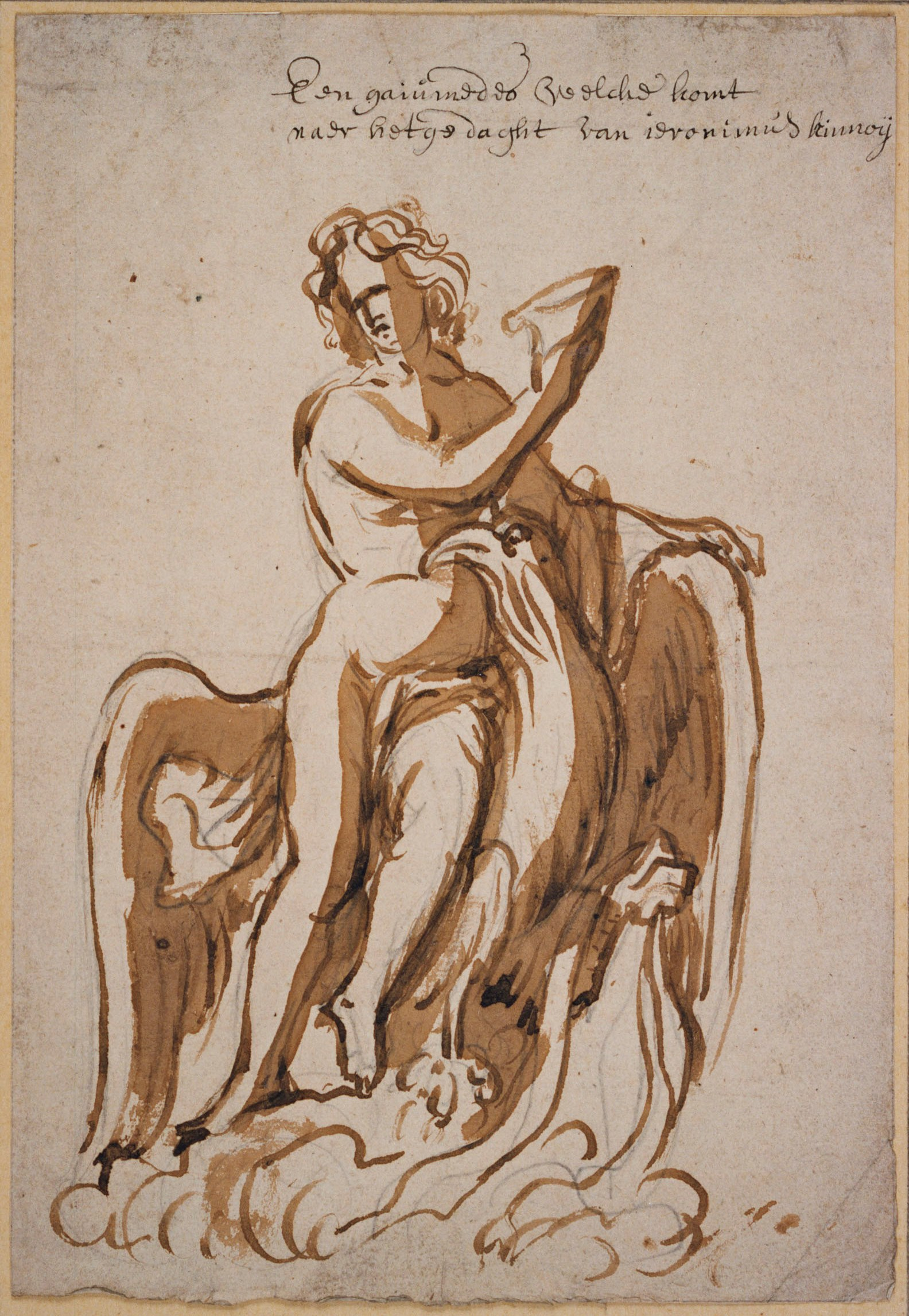
De ontvoering van Ganymedes, Museum Plantin-Moretus (bruikleen Erfgoedfonds)
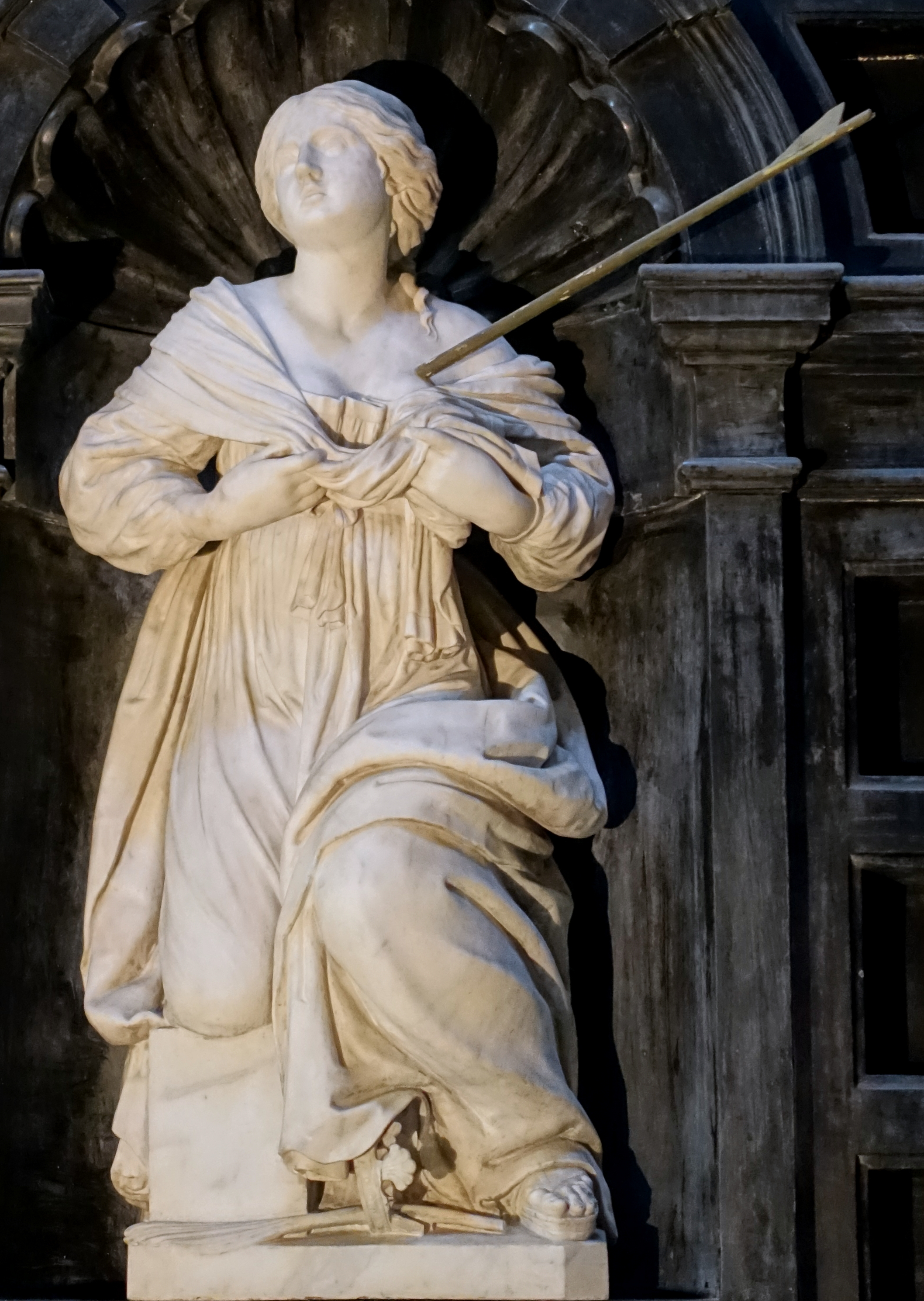
Sint Ursula in de Zavelkerk (1651)
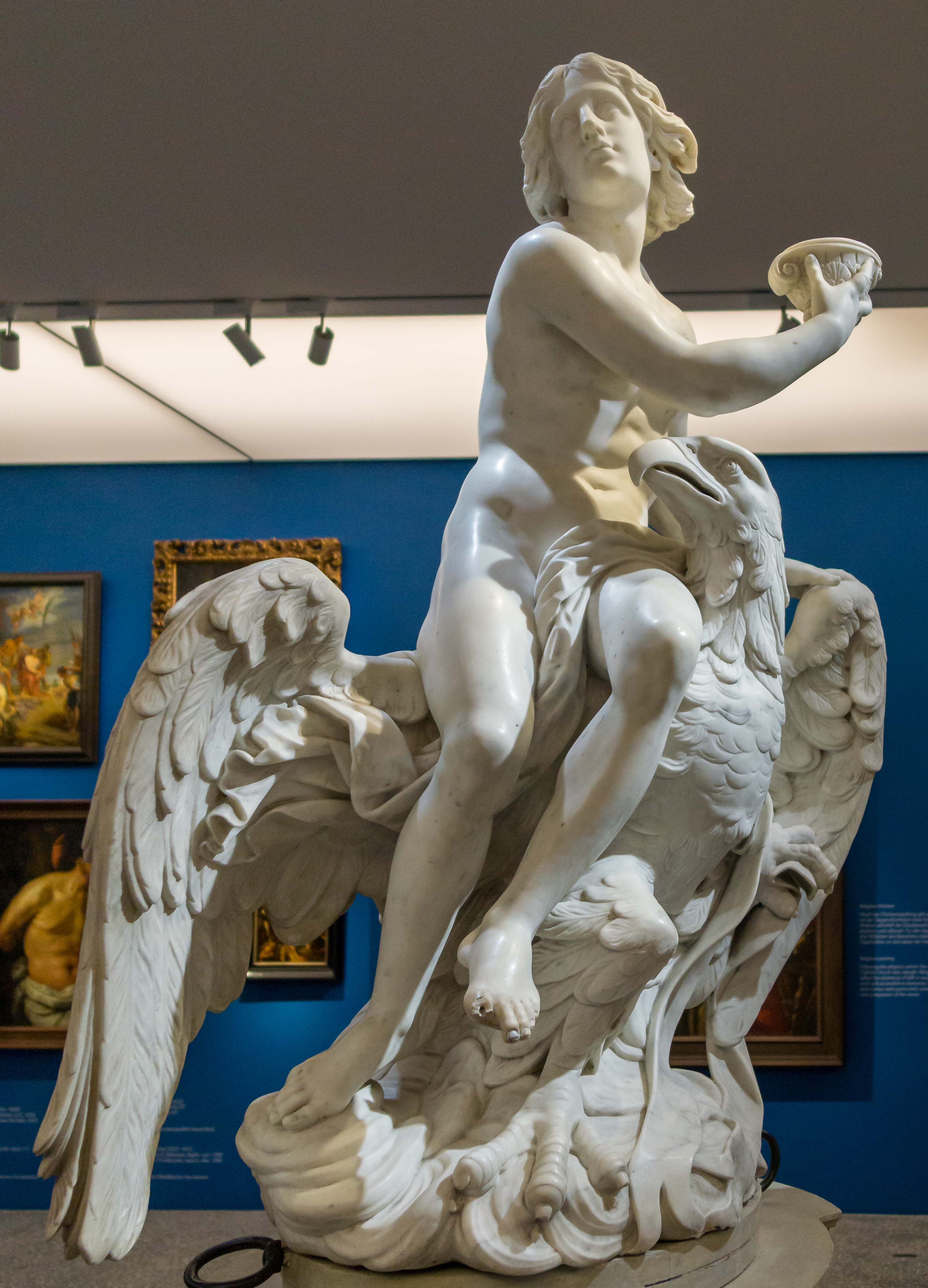
Roof van Ganymedes (LWL-Museum für Kunst und Kultur, Münster)
Dode Christus (vernield in 1945)
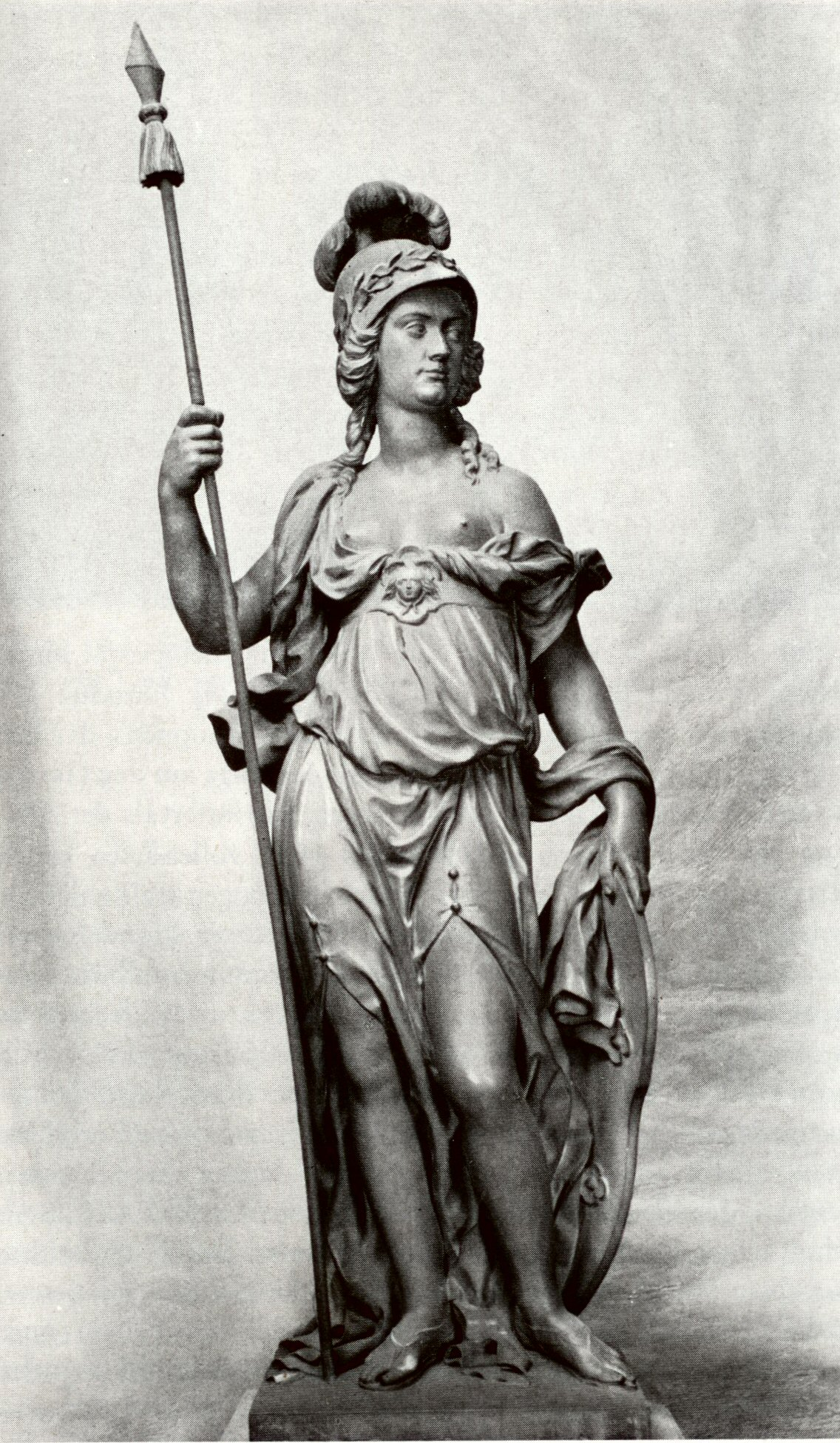
Minerva
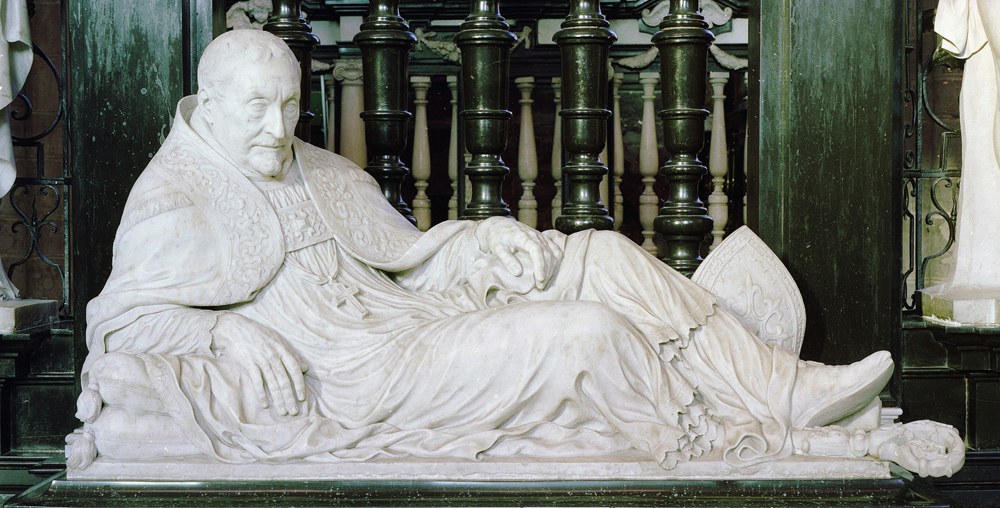
Grafbeeld van Antoon Triest
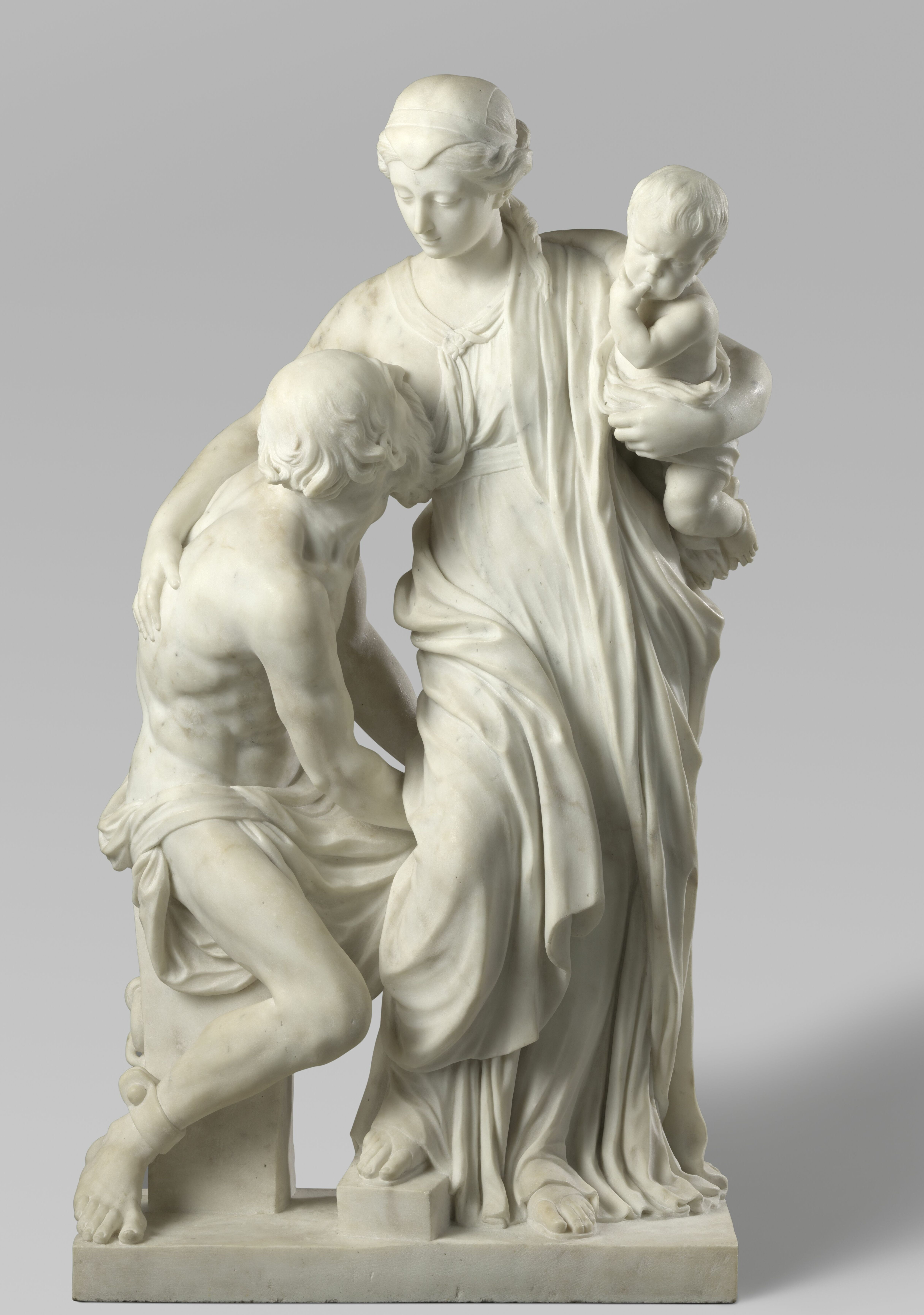
Cimon en Pero (Caritas Romana]), 17de eeuw, Koninklijk Museum voor Schone Kunsten Antwerpen